# Michael Conrad Curtius

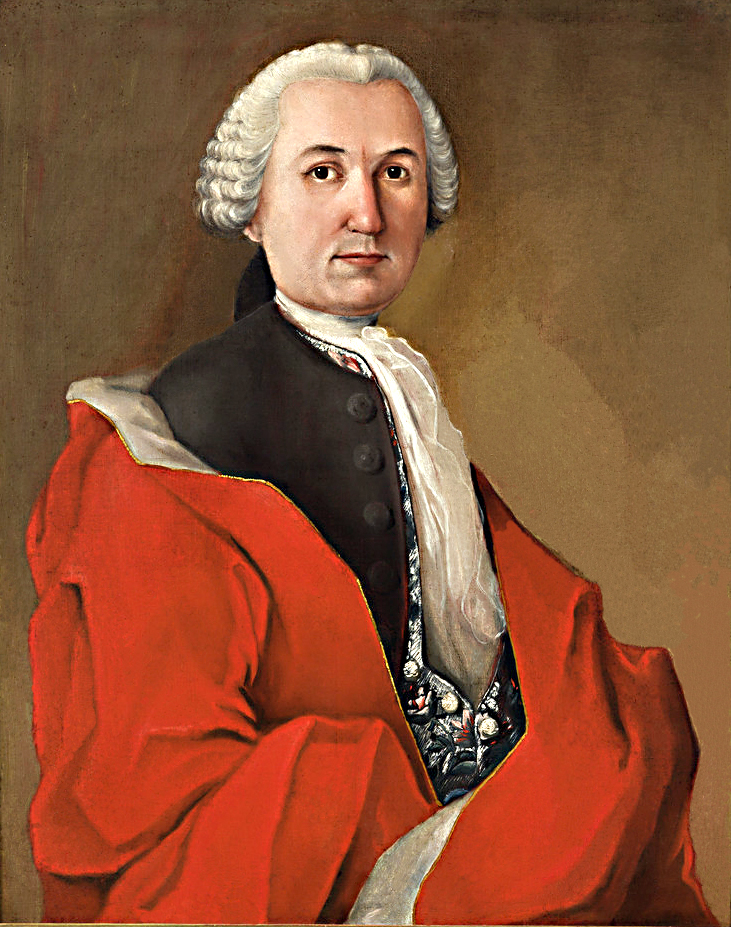
Michael Conrad Curtius

Michael Conrad Curtius (* 28. August 1724 in Techentin; † 22. August 1802 in Marburg) war ein deutscher Philologe, Historiker und Hochschullehrer.

## Leben
Michael Conrad Curtius studierte 1742 bis 1745 Theologie an der Universität Rostock. Nach dem Studium wurde er zunächst Hauslehrer bei dem Superintendenten Rehfeld in Stralsund, dann beim Staatsminister des Kurfürstentums Hannover August Wilhelm von Schwicheldt, welcher auf ihn auch in seinen öffentlichen Geschäften zurückgriff, aber ihm auch Gelegenheit zur Verfolgung seiner historischen Interessen gab.
Curtius wurde 1759 zum Lehrer an der Ritterakademie Lüneburg berufen. 1768 erhielt er einen Ruf als Professor der Geschichte, der Dichtkunst und der Beredsamkeit an der Philipps-Universität Marburg, dem er folgte. In Marburg las er zunächst auch Philologie, beschränkte sich jedoch zunehmend auf seine Tätigkeit als Historiker. In den Jahren 1769, 1776 und 1784 war er Dekan der Philosophischen Fakultät, 1777, 1783 und 1786 Prorektor und damit Leiter der Universität.

## Schriften
- Aristoteles Dichtkunst, ins Deutsche übersetzet, Mit Anmerkungen, und besonderen Abhandlungen, versehen, Hannover 1753 (Digitalisat bei Google Books)
- Kritische Abhandlungen und Gedichte, Hannover 1760 (Digitalisat bei Google Books)
- Commentarii de senatu Romano sub imperatoribus – post tempora eversae reipublicae ad nostram aetatem cum praefatione C. A. Klotzii, Halle 1768
- Geschichte und Staatistik der weltlichen Churfürstlichen und Altfürstlichen Häuser in Teutschland, Marburg etc. 1780 (Digitalisat bei Google Books)
- Historische und Politische Abhandlungen, Marburg etc. 1783 (Digitalisat bei Google Books)
- Geschichte und Statistik von Hessen, Marburg etc. 1793